# Сухановская особорежимная тюрьма
Сухановская особорежимная тюрьма (Сухановка, Спецобъект 110) — секретная тюрьма для особо важных политических преступников, существовавшая на территории Свято-Екатерининского монастыря Московской области в 1938—1953 годах. Была создана по инициативе и состояла в ведении Николая Ежова, после его ареста перешла под контроль Лаврентия Берии. Тюрьму расформировали после расстрела Берии.

## История

### Свято-Екатерининская пустынь
Монастырь в Ермолинских Рощах был заложен в 1658 году по приказу царя Алексея Михайловича. Строительство и содержание пустыни велось за счёт личных средств государя. Период царствования Екатерины II стал временем активного строительства и расцвета монастыря. Был построен новый Екатерининский собор, обновлена надвратная церковь с колокольней, поставлено два каменных корпуса келий, территория монастыря обнесена оградой.
В 1918 году после революции по указу Святейшего Синода монахи мужского Свято-Екатерининского монастыря были переведены в разные монастыри Московской губернии. Екатерининская пустынь была определена для размещения 164 сестёр Красностокского женского монастыря, эвакуированного из Польши. Пустынь реорганизовали в трудовую артель, однако вскоре закрыли, а настоятельницу арестовали.

### Тюрьма
Первые тюремные помещения в бывших монастырских строениях появились в 1932 году. До осени 1935 года здесь работала воспитательная колония для малолетних преступников. Рядом с тюрьмой располагались здания дворянской усадьбы Суханово, поэтому новая тюрьма неофициально стала именоваться «Сухановской».
В 1937 году Михаил Калинин распорядился отдать в собственность НКВД все постройки бывшего монастыря и территорию вокруг них для содержания политических заключённых. Идея создания на территории бывшего монастыря секретной тюрьмы для жертв Большого террора (в первую очередь — попавших в опалу у Иосифа Сталина его высокопоставленных сотрудников, а также арестованных высокопоставленных чинов самого НКВД) принадлежала Николаю Ежову, однако непосредственно работа по её обустройству началась в первых числах декабря 1938 года, после того, как Сталин сместил Ежова с поста главы НКВД СССР. На следующий год после ареста Ежов попал в созданную им Сухановскую тюрьму в качестве заключённого, где содержался девять месяцев до расстрела. На должность Ежова был назначен Лаврентий Берия.
Берия стал фактическим организатором тюрьмы и взял её под полный контроль. В кругу посвящённых тюрьму называли «личной тюрьмой Берии», а также «дачей пыток». Спецтюрьма была рассчитана на 150—160 заключённых, надзор над которыми осуществляли 70 охранников. Кроме того, снаружи тюрьма охранялась отрядом НКВД особого назначения.
Информация о тюрьме была тщательно засекречена. Заключённым при поступлении присваивали специальные номера. Родственникам заключённых сообщали, что арестованных отправили на Лубянку, в Бутырку или Лефортово.
Берия ещё некоторое время занимал высокие посты после смерти Сталина, 26 июня 1953 года он был арестован, а 23 декабря расстрелян. После его смерти тюрьма была расформирована, все документы засекречены. С апреля 1959 по 1965 год здесь находилась Московская межобластная тюремная больница. С 1965 года на территорию бывшего монастыря был переведён Учебный центр областного ГУВД.

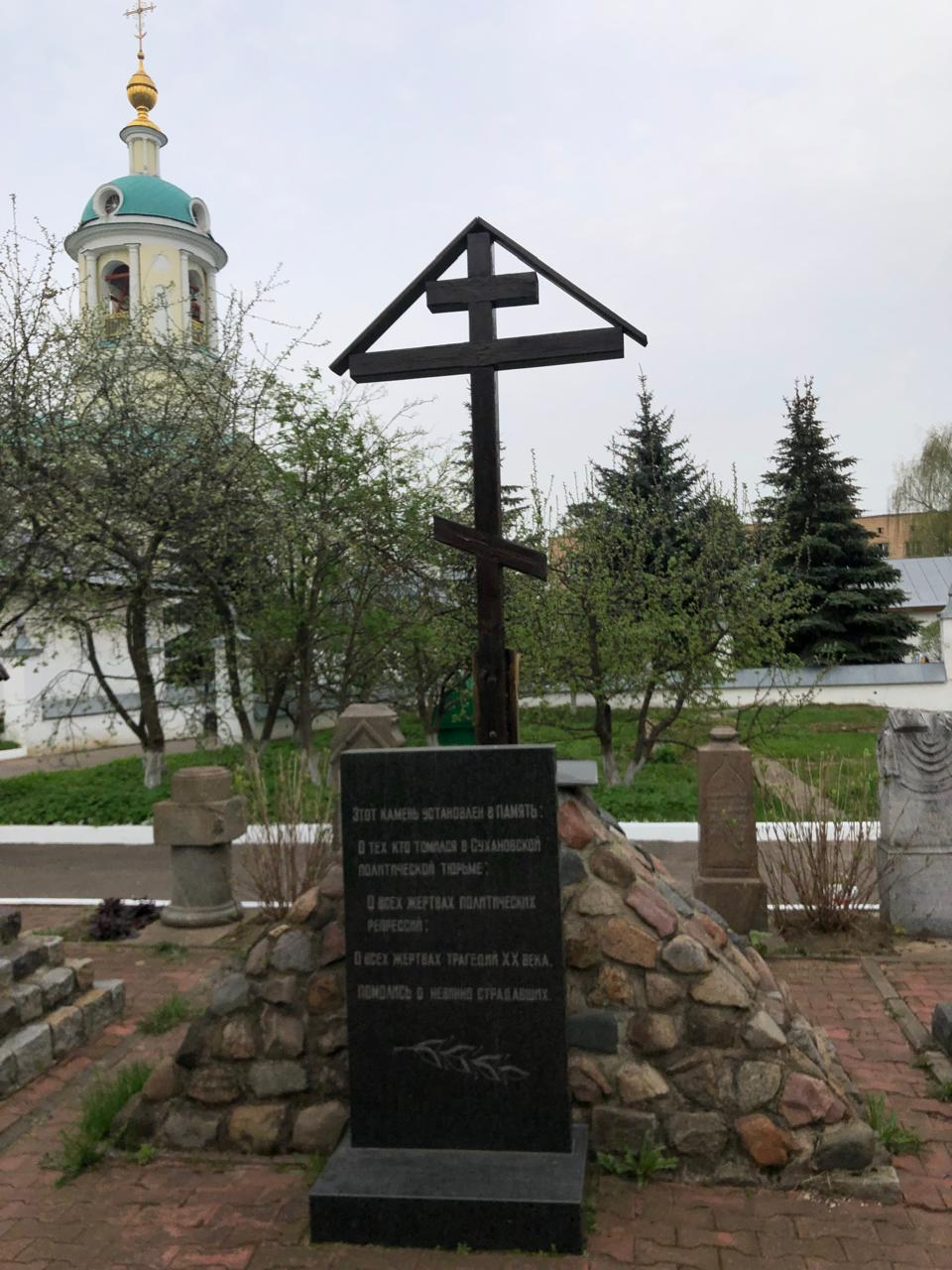
Поклонный крест «в память о тех кто томился в Сухановской политической тюрьме, о всех жертвах политических репрессий». Екатерининский монастырь, Видное

В 1989 году строения были переведены с баланса МВД СССР в Министерство культуры, а в мае 1992 года был восстановлен Свято-Екатерининский мужской монастырь.

## Режим
Сухановка — это та страшная тюрьма, которая только есть у МГБ. Ею пугают нашего брата, её имя выговаривают следователи со зловещим шипением. (А кто там был — потом не допросишься: или бессвязный бред несут или нет их в живых). 
Сухановка — это бывшая Екатерининская пустынь, два корпуса — срочный и следственный из 68 келий. Везут туда воронками два часа, и мало кто знает, что тюрьма эта — в нескольких километрах от Горок Ленинских и от бывшего имения Зинаиды Волконской. Там прелестная местность вокруг.
Принимаемого арестанта там оглушают стоячим карцером — опять же узким таким, что если стоять ты не в силах, остаётся висеть на упёртых коленях, больше никак. В таком карцере держат и больше суток — чтобы  дух твой смирился.
Камеры-кельи там устроены все на двоих, но подследственных держат чаще по одному. Камеры там — полтора метра на два. <…> [Ц]ель беззвучной Сухановки: не оставить тебе ни минуты сна, ни минут, украденных для частной жизни — ты всегда смотришься и всегда во власти.
Режим тюрьмы был очень строгим. Имена в тюрьме были запрещены: все заключённые, служащие тюрьмы и даже тела расстрелянных существовали под номерами.
Применение жесточайших пыток к заключённым подтверждается многими документами и воспоминаниями очевидцев. Например, в шифротелеграмме от 10 января 1939 года значилось:
ЦК ВКП разъясняет, что применение физического воздействия в практике НКВД было допущено с 1937 года с разрешения ЦК ВКП… <…> Метод физического воздействия должен обязательно применяться и впредь, в виде исключения, в отношении явных и недоразоружившихся врагов народа, как совершенно правильный и целесообразный метод.
Рассекречен также приказ НКВД № 0068 от 4 апреля 1953 года, который описывает, что в тюрьме установлено различное применение пыток:
избиение, круглосуточное применение наручников на вывернутые за спину руки, продолжавшееся в отдельных случаях в течение нескольких месяцев, длительное лишение сна, холодные и горячие карцеры.
Предписания после закрытия тюрьмы:
Ликвидировать организованные руководством б. МГБ СССР помещения для применения к арестованным физических мер воздействия, а все орудия, посредством которых осуществлялись пытки, — уничтожить
Существуют свидетельства, что в Екатерининском соборе был устроен специальный крематорий, где сжигали тела умерших в тюрьме. Официально подтверждающих этот факт данных не сохранилось. Однако автор книги о «спецобъекте 110», историк Лидия Головкова получила эти сведения от полковника МВД, в 1958 году посетившего тюрьму.
Рядом с Сухановской тюрьмой существовали два других объекта, где содержались и расстреливались заключённые в сталинский период, — это Бутовский полигон и спецобъект НКВД «Коммунарка». По мнению Головковой, число жертв на этих трёх зонах может исчисляться десятками тысяч.

## Известные узники
- Константин Самойлов — контр-адмирал, первый Командующий штабом Морской обороны Ленинграда и Озёрного района, Начальник Управления военно-морских учебных заведений ВМФ СССР.
- Гарегин Апресов — советский дипломат и разведчик[15].
- Исаак Бабель — советский писатель и драматург[16].
- Михаил Белянчик — советский военачальник, генерал-майор[16].
- Иван Бовкун-Луганец (Орельский) — российский революционер, сотрудник ОГПУ-НКВД, полпред в Китае (1937—1939), убит сотрудниками НКВД.
- Дмитрий Быстролётов — советский разведчик.
- Евгений Гнедин — советский дипломат, писатель, журналист, участник диссидентского движения.
- Александр Долган — работник американского посольства, единственный заключённый Сухановской тюрьмы, которого удалось расспросить А. Солженицыну для включения воспоминаний в «Архипелаг ГУЛАГ»[17].
- Николай Ежов — советский партийный и государственный деятель, генеральный комиссар госбезопасности.
- Кира Симонич-Кулик — жена маршала Григория Кулика, похищена в 1939 году сотрудниками НКВД и помещена в Сухановскую тюрьму[18][19].
- Григорий Ляскин — советский военачальник, генерал-майор[20].
- Мирон Мержанов — советский архитектор.
- Владимир Тамручи — советский военачальник, генерал-лейтенант танковых войск (9 сентября 1941 года), командующий бронетанковыми войсками Юго-Западного фронта (осень 1941-го)[21].
- Меер Трилиссер — советский государственный деятель, один из руководителей советских спецорганов.
- Михаил Фриновский — деятель советских органов госбезопасности, командарм 1-го ранга (1938).
- Чингиз Ильдрым — азербайджанский советский инженер-металлург, народный комиссар Азербайджанской ССР по военным и морским делам (28 апреля 1920 — июнь 1920), первый из азербайджанцев, награждённый орденом Красного Знамени, заместитель начальника строительства Магнитогорского металлургического комбината[22].
- Евгений Александрович Шаповал — физик-теоретик, диссидент, деятель общества «Мемориал», занимавшийся историей политических репрессий в СССР, преподаватель кафедры теоретической физики МФТИ[23][24]